# Gilbert de Clare (7. hrabia Hertford)
Gilbert de Clare, 7. hrabia Hertford i 3. hrabia Gloucester (ur. 2 września 1243 w Christchurch w hrabstwie Hampshire, zm. 7 grudnia 1295 w zamku Montmouth) – angielski możnowładca, najstarszy syn Richarda de Clare, 6. hrabiego Hertford, i Maud de Lacy, córki 1. hrabiego Lincoln. Nazywany „Czerwonym” Gilbertem de Clare, prawdopodobnie od koloru włosów.
Po śmierci ojca w 1262 r. został 7. hrabią Hertford i 3. hrabią Gloucester. Przez pewien czas znajdował się pod opieką Humphreya de Bohun, 2. hrabiego Hereford. W kwietniu 1264 r. Hertford dokonał masakry Żydów w Canterbury. Był stronnikie lidera frakcji baronów, Szymona de Montfort. Stanął też po jego stronie, kiedy w 1264 r. rozpoczęła się wojna między baronami a królem Henrykiem III. Na początku wojny Henryk zdobył należące do Hertforda zamki Kingston i Tonbridge. 12 maja ogłosił Montforta i de Clare’a zdrajcami. 14 maja, tuż przed bitwą pod Lewes, Gilbert i jego młodszy brat Thomas, zostali pasowani na rycerzy. Podczas bitwy Hertford dowodził centrum armii baronów i wziął do niewoli króla Henryka. Wkrótce potem do niewoli dostał się syn króla, książę Edward. Montfort i de Clare zostali faktycznymi władcami Anglii. 20 października 1264 r. zostali ekskomunikowani przez papieskiego legata.
Wkrótce między Montfortem a de Clare’em doszło do rozłamu. W maju 1265 r. Hertford pomógł w ucieczce księciu Edwardowi i przeszedł na jego stronę. Aby przeszkodzić Montfortowi w ucieczce hrabia zniszczył statki w Bristolu i mosty na rzece Severn. 16 lipca brał udział w zwycięskiej dla księcia Edwarda bitwie pod Kenilworth. 4 sierpnia dowodził drugim hufcem w decydującej bitwie pod Evesham, w której zginął Montfort.
24 czerwca 1268 r. Hertford złożył śluby krucjatowe w Northampton, ale nie wyruszył na wyprawę krzyżową. W tym samym roku rozpoczyna budowę zamku obronnego w Caerphilly. Kontynuował za to spór z walijskim księciem Llewelynem, ale bez rezultatu. Po śmierci Henryka III 16 listopada 1272 r. hrabia zaprzysiągł wierność księciu Edwardowi, który właśnie wracał z krucjaty. Hertford sprawował rządy w jego imieniu do 1274 r. W sierpniu tego roku hrabia przywitał króla w zamku Tonbridge.
Ok. 1253 r. poślubił Alicję de Lusignan, córkę Hugona XI de Lusignan, hrabiego de La Marche. Alicja była bratanicą króla Henryka III. Gilbert miał z nią dwie córki:
- Isabel de Clare (10 marca 1262–1333), żona Guy de Beauchampa, 10. hrabiego Warwick, i Maurice’a de Berkeley, 2. barona Berkley
- Joan de Clare (1264 – po 1302), żona Donnchadha III, hrabiego Fife, i Gerwazego Avenela

Gilbert i Alicja znaleźli się w 1267 r. w separacji. Podobno hrabina miała romans z księciem Edwardem. Ostatecznie małżeństwo to zostało anulowane w 1285 r. 30 kwietnia 1290 r. Gilbert poślubił Joannę z Akki (kwiecień 1272 – 7 kwietnia 1307), córkę króla Anglii Edwarda I Długonogiego i Eleonory, córki Ferdynanda III Świętego, króla Kastylii. Gilbert i Joanna mieli razem syna i trzy córki:
- Gilbert de Clare (10 maja 1291 – 24 czerwca 1314), 8. hrabia Hertford i 4. hrabia Gloucester
- Eleanor de Clare (październik 1292 – 30 czerwca 1337), żona Hugona Despensera Młodszego i Williama de la Zouche
- Margaret de Clare (1293 – kwiecień 1342), żona Piersa Gavestona i Hugh de Audleya, 1. hrabiego Gloucester
- Elizabeth de Clare (16 września 1295 – 4 listopada 1360), żona Johna de Burgh, Tybalda II de Verdun i Rogera d'Amory

3 lipca 1290 r. hrabia wydał w Clerkenwell wielki bankiet z okazji swojego ślubu. Później wraz z żoną złożyli śluby krucjatowe, ale ponownie nic nie wyszło z wyprawy do Ziemi Świętej. Hrabia wdał się za to w spór z biskupem Llandaff, który w 1291 r. przerodził się w prywatną wojnę między oponentami. Obaj zostali pojmani przez króla Edwarda, a Hertford jako agresor musiał zapłacić 10 000 marek.
Zmarł w 1295 r. w zamku Monmouth i został pochowany w Tewkesbury. Wszystkie jego tytuły przypadły jego jedynemu synowi, Gilbertowi.